# Njiva (revija)
Njiva je bila slovenska leposlovna in poljudnoznanstvena revija.
Revija je začela izhajati leta 1919 v Trstu s podnaslovom Kulturni vestnik. Predstavljala se je kot »potujoča šolo slovenskemu proletarskemu ljudstvu in hkrati verno zrcalo kulturnega dela v Pokrajini«. Izdajal jo je Višji kulturni svet strokovnih in delavskih organizacij; izhajala je tedensko (15. ševilk), nazadnje mesečno (2. številki). Glavni urednik je bil Ferdo Kleinmayr, odgovorni pa Ivan Regent. Revija je objavljala leposlovje, ter članke o gospodarskih in svetovno nazorskih vprašanjih. Okoli revije se je zbrala vrsta uveljavljenih, predvsem napredno usmerjenih literarnih ustvarjalcev med njimi so bili Igo Gruden, France Bevk, Janko Samec, Stano Kosovel, Ciril Drekonja, Karel Širok, Ivo Šorli, Andrej Budal, Henrik Tuma, Josip Ribičič, Alojz Gradnik, Lavo Čermelj in Ferdo Kleinmayr. Revija je imela od samega začetka teževe s cenzuro, izhajati pa je prenehala zaradi finančnih težav.